# Pitcalnie
Pitcalnie (Schots-Gaelisch: Baile Chailnidh or Cuilt Eararaidh) is een dorp in de Schotse lieutenancy Ross and Cromarty in het raadsgebied Highland.